# Parapelecopsis
Parapelecopsis este un gen de păianjeni din familia Linyphiidae.
Cladograma conform Catalogue of Life:
| Parapelecopsis | \| \| Parapelecopsis mediocris \| \| \| \| \| \| Parapelecopsis nemoralioides \| \| \| \| \| \| Parapelecopsis nemoralis \| \| \| \| |
|                | \| \| Parapelecopsis mediocris \| \| \| \| \| \| Parapelecopsis nemoralioides \| \| \| \| \| \| Parapelecopsis nemoralis \| \| \| \| |
|                | Parapelecopsis mediocris |
|                | |
|                | Parapelecopsis nemoralioides |
|                | |
|                | Parapelecopsis nemoralis |
|                | |